# Szabaka
Szabaka lub Szabako (imię kuszyckie) – władca kuszycki rezydujący w Napacie, a następnie faraon – władca starożytnego Egiptu z czasów końca Trzeciego Okresu Przejściowego, zaliczany do XXV dynastii kuszyckiej, rezydujący najpierw w Tebach, a następnie w Memfis. Był synem króla Kaszty, młodszym bratem Pianchiego oraz jego następcą na tronie kuszyckim oraz tronie faraonów. Władzę sprawował w latach 715–700 p.n.e.
Wkrótce po objęciu władzy w Napacie przeniósł się do Teb, prawdopodobnie wykorzystując w znacznym stopniu poparcie swej siostry Amenardis I, która sprawowała tam funkcję boskiej małżonki Amona w Karnaku. Już w pierwszym roku swego panowania w Tebach postanowił wznowić, wzorem swego poprzednika, zmagania, prowadzące do opanowania władzy nad całym obszarem Obydwu Krajów. W 714 roku p.n.e. armia faraona wyruszyła na północ, kierując się w stronę Delty z zamiarem pokonania władców królestw, ustanowionych niegdyś przez Pianchiego, a po jego wycofaniu się z Egiptu ponownie sprawujących niczym nie ograniczoną władzę w podległych sobie terenach. Szabaka podobnie jak Pianchi, uważał, iż opanowanie Delty i Memfis stanowi kluczowy punkt w zmaganiach o władzę nad całym Egiptem. Zdecydowany opór Bakenrenefa, następcy Tefnachta w Sais, doprowadził do długotrwałej i wyniszczającej obie strony wojny. Wynikiem tych zmagań było zwycięstwo Szabaki i pojmanie Bakenrenefa, którego według Manethona Szabaka rozkazał spalić żywcem na stosie. Po pokonaniu swego najsilniejszego wroga Szabaka pokonał również pozostałych władców królestw Delty, opanowując cały obszar Północy. Mówi o tym tekst na skarabeuszu kommemoratywnym, znajdującym się obecnie w Muzeum w Toronto. 

## Zagrożenie z zewnątrz
Panowanie Szabaki przypada na okres wzrostu potęgi Asyrii oraz bezpośredniego zagrożenia Egiptu z jej strony.
Polityka Szabaki wobec Asyrii, początkowo polegająca na przeciwstawianiu się jej dążeniom poprzez udział w koalicji antyasyryjskiej, której przewodził król filistyńskiego Aszdod – Jamani, uległa całkowitej zmianie po klęsce koalicji zadanej jej przez Sargona II, króla Asyrii. Przywódca koalicji schronił się w Egipcie, ale na skutek obaw Szabaki został wydany Asyryjczykom zakuty w „kajdany, łańcuch i żelazne obręcze”. Likwidacja koalicji pozbawiła Egipt strefy buforowej, dzielącej go bezpośrednio od Asyrii, przez co zagrożenie stało się bardziej realne. Odtąd stosunki egipsko-asyryjskie opierały się, ze strony Egiptu, na wymianie posłów i wysyłaniu darów poddańczych do stolicy Asyrii – Niniwy. Szabaka nigdy nie odważył się wystąpić przeciw swemu potężnemu sąsiadowi, chroniąc tym Egipt przed groźba wojny.

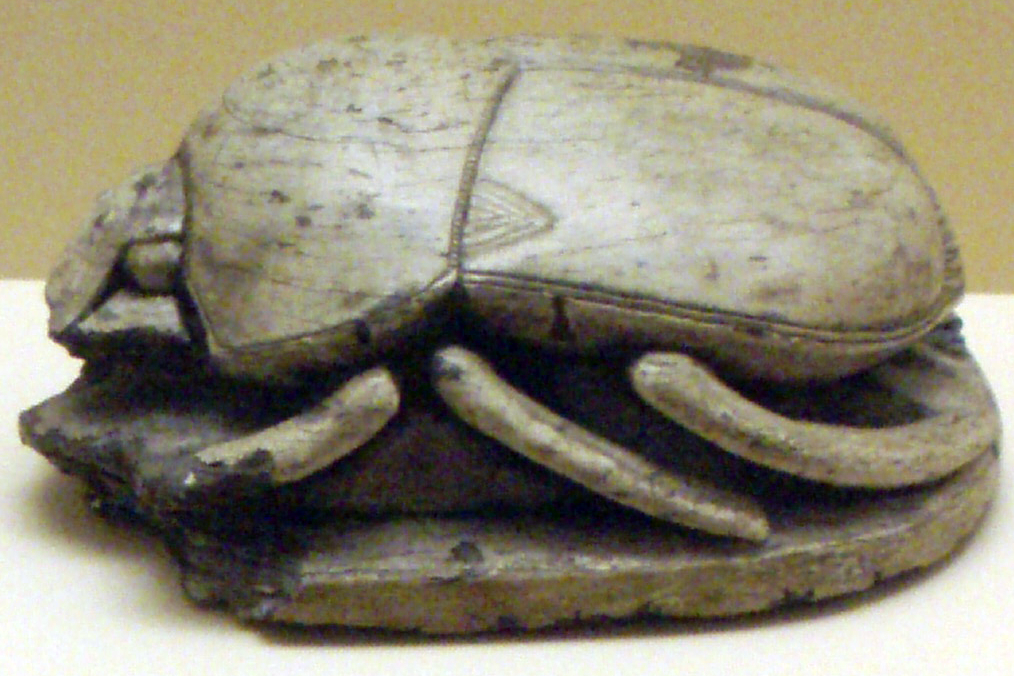
Skarabeusz upamiętniający zwycięstwo Szabaki

## Działalność wewnętrzna
Osiągnąwszy stan względnej stabilizacji w stosunkach międzynarodowych oraz ugruntowawszy swą władzę na całym obszarze Egiptu, mógł Szabaka zająć się działalnością wewnątrzpaństwową. Budował wiele w głównych miastach i ośrodkach religijnych Egiptu. W Tebaidzie, w obrębie świątyń w Luksorze, Karnaku oraz kompleksu świątyń w Medinet Habu. W Karnaku wzniósł budowlę zwaną „Skarbcem Szabaki” oraz powiększył wejście do świątyni Ptaha. Prace budowlane prowadzono także w Abydos, Denderze, Esna i Edfu. W Medinet Habu rozbudował świątynię z czasów XVIII dynastii, a jego siostra – Amenardis I zbudowała kaplicę w okręgu świątynnym. Na obszarze Delty jego działalność skupiała się głównie w Athribis oraz Memfis, doceniając ogromne znaczenie tej odwiecznej stolicy państwa i jej patrona Ptaha. Odnaleziono również ślady jego działalności w Serapeum, gdzie odnaleziono trzy stele z jego imieniem, datowane na 14. i 15. rok panowania. Z inicjatywy Szabaki reaktywowano stanowisko arcykapłana Amona, a funkcję tę objął jeden z jego synów. Sprawował on jedynie ograniczoną władzę duchowną, a rzeczywista władza pozostawała nadal w rękach Amenardis – boskiej małżonki Amona.

## Stela Szabaki

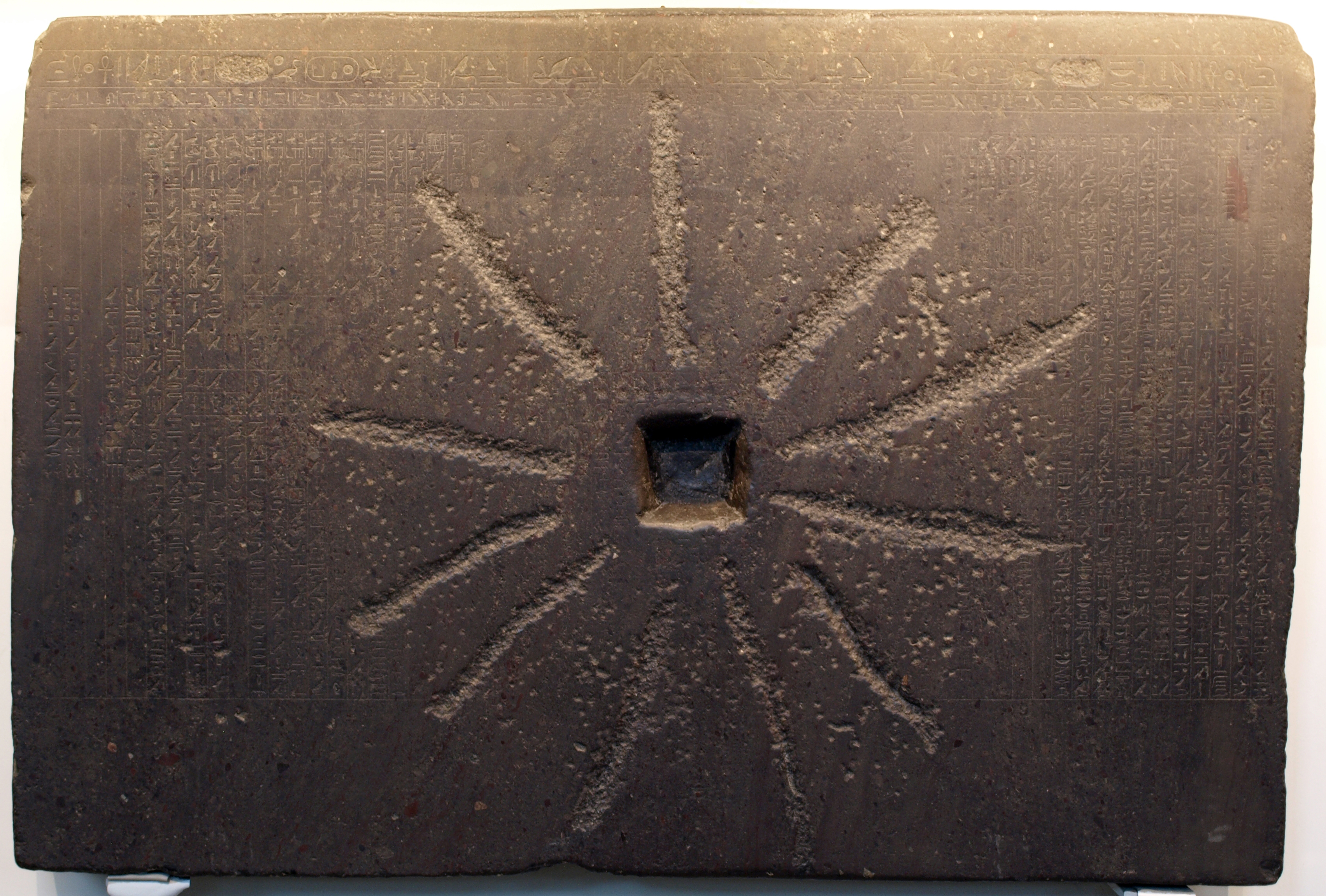
Stela Szabaki – British Museum

Szbaka uchodził za władcę prawego i bogobojnego. Dowodem na to jest bazaltowa stela, zwana Stelą Szabaki, na której faraon rozkazał spisać zasady kosmogonii memfickiej. Hieroglificzny tekst, spisany około 710 roku p.n.e., jak mówi wstęp, spisany został na podstawie zniszczonego papirusu (zjedzonego przez robactwo), pochodzącego najprawdopodobniej z czasów XIX dynastii, znalezionego ponoć przez samego faraona w świątyni Ptaha w Memfis.
Tekst składa się z trzech części:
- opowieści o bogu Ptahu, władcy Obu Krajów
- mit o stworzeniu świata przez Ptaha
- opowieści o Memfis – stolicy państwa

Tekst na steli zachował się jedynie we fragmentach, gdyż kamień używany był niegdyś jako kamień młyński, co w znacznym stopniu spowodowało zatarcie inskrypcji. Mimo swej fragmentaryczności Stela Szabaki stanowi niezwykle znaczące źródło wiedzy na temat związków kosmogonii heliopolitańskiej i hermupolitańskiej i ich związków z kosmogonią memficką, ustanawiając Ptaha jednym z demiurgów – bogów stworzycieli. Stala ta stanowi jeden z niezwykle ważnych dokumentów, obrazujących zasady religii Egiptu. Zabytek ten znajduje się obecnie w zbiorach Muzeum Brytyjskiego w Londynie.

## Piramida Szabaki
Szabaka rozkazał, podobnie jak jego poprzednik – Pianchi, wznieść swoją piramidę w Kurru, nieopodal Napaty. Długość jej boków wynosiła 12 metrów, a kąt nachylenia ścian 68°. Pod jej częścią naziemną, znajdował się wykop i odkryte schody oraz dalej krótki tunel, na końcu którego znajdowała się komora grobowa, wykuta w skalnym podłożu. Kaplica grobowa wzniesiona została bezpośrednio nad schodami po wschodniej stronie piramidy. Władcę pochowano wraz z jego ulubionymi wierzchowcami, a tunel i schody, po pogrzebie, zasypano gruzem i rumoszem skalnym.

## Konkluzja
Dzięki swym działaniom militarnym, wzorowaniu się na swym poprzedniku, poszanowaniu tradycji i głębokiej wierze Szabaka uchodził za władcę prawego i bogobojnego, który skonsolidował państwo i przywrócił władzę centralną. Wobec największego zagrożenia dla Egiptu, jakim była wówczas Asyria, prowadził politykę ostrożną i polegającą na ustępstwach, za cenę których zdołał jednak uchronić Egipt przed nowa wojną. Panowanie jego ugruntowało władzę królów kuszyckich na znacznej części obszaru Egiptu. Jedynie w Delcie nadal dochodziło do rywalizacji lokalnych władców libijskich. Następcą Szabaki został jego bratanek – syn Pianchiego – Szabataka.

## Tytulatura
| G5 |

| G5 |

| S29 | D58 | N29 | N17 · N17 |

| S29 | D58 | N29 | N17 · N17 |

| S29 | D58 | N29 | N17 · N17 |

| S29 | D58 | N29 | N17 · N17 |

| G5 |

| G5 |

| S29 | D58 | N29 | N17 · N17 |

| S29 | D58 | N29 | N17 · N17 |

| S29 | D58 | N29 | N17 · N17 |

| S29 | D58 | N29 | N17 · N17 |

| G16 |

| G16 |

| S29 | D58 | N29 | N17 · N17 |

| S29 | D58 | N29 | N17 · N17 |

| S29 | D58 | N29 | N17 · N17 |

| S29 | D58 | N29 | N17 · N17 |

| G16 |

| G16 |

| S29 | D58 | N29 | N17 · N17 |

| S29 | D58 | N29 | N17 · N17 |

| S29 | D58 | N29 | N17 · N17 |

| S29 | D58 | N29 | N17 · N17 |

| G8 |

| G8 |

| S29 | D58 | N29 | N17 · N17 |

| S29 | D58 | N29 | N17 · N17 |

| S29 | D58 | N29 | N17 · N17 |

| S29 | D58 | N29 | N17 · N17 |

| G8 |

| G8 |

| S29 | D58 | N29 | N17 · N17 |

| S29 | D58 | N29 | N17 · N17 |

| S29 | D58 | N29 | N17 · N17 |

| S29 | D58 | N29 | N17 · N17 |

| M23 · X1 | L2 · X1 |

| M23 · X1 | L2 · X1 |

| N5 | F35 | D28 |

| N5 | F35 | D28 |

| N5 | F35 | D28 |

| N5 | F35 | D28 |

| M23 · X1 | L2 · X1 |

| M23 · X1 | L2 · X1 |

| N5 | F35 | D28 |

| N5 | F35 | D28 |

| N5 | F35 | D28 |

| N5 | F35 | D28 |

| G39 | N5 |

| G39 | N5 |

| M8 | E10 | D28 |

| M8 | E10 | D28 |

| M8 | E10 | D28 |

| M8 | E10 | D28 |

| G39 | N5 |

| G39 | N5 |

| M8 | E10 | D28 |

| M8 | E10 | D28 |

| M8 | E10 | D28 |

| M8 | E10 | D28 |